# Tuli (rito)
Tulì es un rito filipino de circuncisión masculina. Tiene una larga tradición histórica y se considera un rito de paso obligatorio para los varones; aquellos que no han pasado por el ritual son ridiculizados y etiquetados como supót por sus compañeros.
La circuncisión no se considera un rito religioso en Filipinas, ya que unas cuatro quintas partes de los filipinos profesan el catolicismo romano, que no lo exige. Más bien, la circuncisión es una norma social arraigada en la tradición que sigue la sociedad en general. Generalmente La mayoría de los niños se someten al procedimiento no poco después del nacimiento sino antes de llegar a la pubertad o antes del inicio de la escuela secundaria (alrededor de los 10 a 14 años).
Existen dos formas comunes de someterse al tuli: ya sea la forma tradicional por parte de un circuncisor de un pueblo local (conocido en tagalo como «de-pukpok») o realizado por un médico en un hospital o entorno clínico.

## Antecedentes
La circuncisión en Filipinas, tal como se practica hoy, no es un rito religioso y tampoco es practicada por la mayoría de los cristianos en todo el mundo. La práctica parece remontarse a la época  prehispánica. Una teoría común postula que la práctica se debe a la influencia del Islam, que prevalecía en partes del archipiélago al menos 200 años antes de la llegada del cristianismo en el siglo XVI. También se señaló en el Vocabulario de la Lengua Tagala que otros sinónimos de tuli son catan (katan en la ortografía filipina moderna) y sonat que eran del árabe khitan y malayo sunat, respectivamente.
Antonio de Morga, un abogado español y funcionario colonial de alto rango en Filipinas durante el siglo XVII, señaló en su libro de 1609 Sucesos de las islas Filipinas:

Pocos años antes de que los españoles subyugaran la isla de Luzón, ciertos naturales de la isla de Borneo comenzaron a ir allí a comerciar, especialmente al asentamiento de Manila y Tondo; y los habitantes de una isla se casaron con los de la otra. Estos de Borneo son mahometanos, y ya estaban introduciendo su religión entre los nativos de Luzón, y les estaban dando instrucciones, ceremonias y la forma de observar su religión, por medio de ciertas miradas que traían consigo. Ya un número considerable, y estos los principales hombres, comenzaban, aunque poco a poco, a ser Moros, «y estaban siendo circuncidados» y tomando los nombres de moros. De haberse demorado más la venida de los españoles, aquella religión se hubiera extendido por toda la isla, y aun por las demás, y hubiera sido difícil extirparla. [énfasis añadido]

A lo que el escritor y nacionalista filipino José Rizal añadió en su versión comentada de la obra de Moraga de 1890: «Esta costumbre [la circuncisión] no ha caído en desuso entre los filipinos, ni siquiera entre los católicos».
En un artículo de 1903 Circuncisión y flagelación entre los filipinos publicado en el Journal of the Association of Military Surgeons (Diario de la Asociación de Cirugía Militar), el teniente Charles Norton Barney, del departamento médico del ejército de los Estados Unidos, señaló que la circuncisión era «una costumbre muy antigua entre los indios filipinos, y tan generalizada que al menos el setenta u ochenta por ciento de los varones en el país de Tagál se han sometido a la operación». También señaló que los niños de ambos sexos se burlaban de los que no estaban circuncidados y llegaban a la pubertad como supút.

## Práctica contemporánea
Los padres de mayor poder adquisitivo optan por circuncidar a sus hijos cuando son recién nacidos en el hospital, pero la mayoría prefiere que sus hijos se sometan a la tradición alrededor de los 8 a 12 años de edad. Los niños del mismo grupo de edad irían a misiones, hospitales patrocinados por el gobierno o a un circuncisor local. Normalmente se someten al procedimiento durante las vacaciones de verano antes del comienzo de las clases para dar tiempo a la curación. En realidad, el procedimiento que se realiza con más frecuencia no es una circuncisión, sino una incisión dorsal, en la que en realidad no se extrae el prepucio. Cuando se extrae el prepucio, se lo conoce localmente como «corte alemán» en referencia a la introducción de la técnica quirúrgica moderna por parte del fundador de la cirugía plástica y reconstructiva, Johann Friedrich Dieffenbach. 
Mientras tanto, el Departamento de Salud de Filipinas patrocina un proyecto anual de Operación Tuli para circuncidar a los niños; otros ayudan y brindan el servicio de forma gratuita.
La circuncisión tradicional utiliza una pieza curva de madera que se ancla al suelo. La parte que sobresale de este aparato es puntiaguda en su extremo: el prepucio del niño circuncidado se dibuja sobre esta parte que sobresale. El circuncisor apoya su cuchillo a lo largo del prepucio del niño y luego se da un golpe rápido con un palo, cortando la parte superior del prepucio en dos y exponiendo el glande. Antes y durante el procedimiento, se le dice al niño que mastique hojas de guayaba. Las hojas de guayaba masticadas se aplican sobre la herida a modo de cataplasma y se vendan. Luego, el niño debe lavarse en las frías aguas de un río cercano. Si bien este procedimiento se conoce comúnmente como circuncisión, se describe con mayor precisión como superincisión, ya que no se extrae el prepucio durante el procedimiento.
Los niños recién circuncidados suelen llevar batas o faldas holgadas para ayudar en la curación. La hinchazón que puede ocurrir durante este período se denomina pangángamatis (literalmente, «volverse como un tomate», kamatis) debido a la apariencia rojiza del pene.
Según la Organización Mundial de la Salud de las Naciones Unidas: «en Filipinas, donde la circuncisión es casi universal y generalmente ocurre entre los 10 y los 14 años, una encuesta entre niños encontró evidencia sólida de determinantes sociales, con dos tercios de los niños eligiendo ser circuncidados simplemente «para evitar ser incircunciso», y el 41% afirmó que era «parte de la tradición».
El rito ha sido el tema de la premiada película de 2005 Tuli de Auraeus Solito.